# Chöömej
Chöömej (tuvinsky xөөмей; mongolsky хөөмий, chőmí; čínsky TZ 呼麥, ZZ 呼麦, pchin-jin hūmài, SČTČ chu-maj), též tuvinský hrdelní zpěv, je typem hrdelního zpěvu užívaného v tradiční hudbě Tuvy a Mongolska.
Toto slovo se používá jednak k popisu jednoho ze stylů hrdelního zpěvu tradiční hudby z Tuvy (styl, který zní trochu jako bzučivý hlas kombinovaný se zvukem thereminu) nebo také označuje všechny tuvinské styly hrdelního zpěvu (od hlubokého dunění jako při zemětřesení, přes střední tóny s klapáním až k různým stylům ve vysokých tónech). Celý tuvinský hrdelní zpěv vyžaduje tvarování ústní dutiny a výběr alikvotních tónů ze základu vytvořeného hlasivkami, výsledkem čehož je souběžné rozeznívání dvou a více tónů s různými výškami.

## Význam
Tuvinský zpěv je hluboce zakořeněn v tamější tradiční kultuře. Ačkoli ve městech (např. v tuvinském hlavním městě Kyzylu) se žije moderním, západním, globalizovaným způsobem, na venkově a ve stepích přežívá tradiční kultura Tuvy společně s hrdelním zpěvem. Náboženské myšlení v Tuvě by se dalo charakterizovat jako směs animismu, šamanismu a tibetského buddhismu. Tuvinci věří, že příroda, zvířata, stromy a skály, jsou obývány duchy, kteří ovlivňují jejich život a se kterými je možno komunikovat, právě například pomocí hrdelního zpěvu. Jedním z dalších významů tuvinského hrdelního zpěvu je nápodoba. Jedná se hlavně právě o nápodobu přírodních zvuků, zpěvu ptáků, zvuku vodopádů a podobně. Nicméně náboženské myšlenky nejsou hlavní náplní chöömej (i když jsou s ním občas spojovány), obsahuje především světský folklor. Opěvování přírody a krajiny je častým námětem textů.
Tuvinský pěvecký styl ovlivnil hudbu mnoha kultur. Před dlouhou dobou tibetští mniši pravděpodobně převzali do své tradice techniku subharmonického zpěvu, který se v Tuvě nazývá kargyrá (viz níže), na Západě se stal hrdelní zpěv inspirací hudebníkům, v největším rozsahu hudebníkům hnutí New Age a experimentátorům na poli vážné hudby. Vytvořila se tak vlastně ryze západní varianta hrdelního zpěvu, která je nyní již specifickým stylem, ale je pro ni typické, že čerpá inspiraci nejen z chöömej, ale ze všech známých technik hrdelního zpěvu, respektive zpěvu, který zesiluje alikvotní tóny (např. zpěv Inuitů, mongolská varianta chöömej, tibetský zpěv).

## Styly

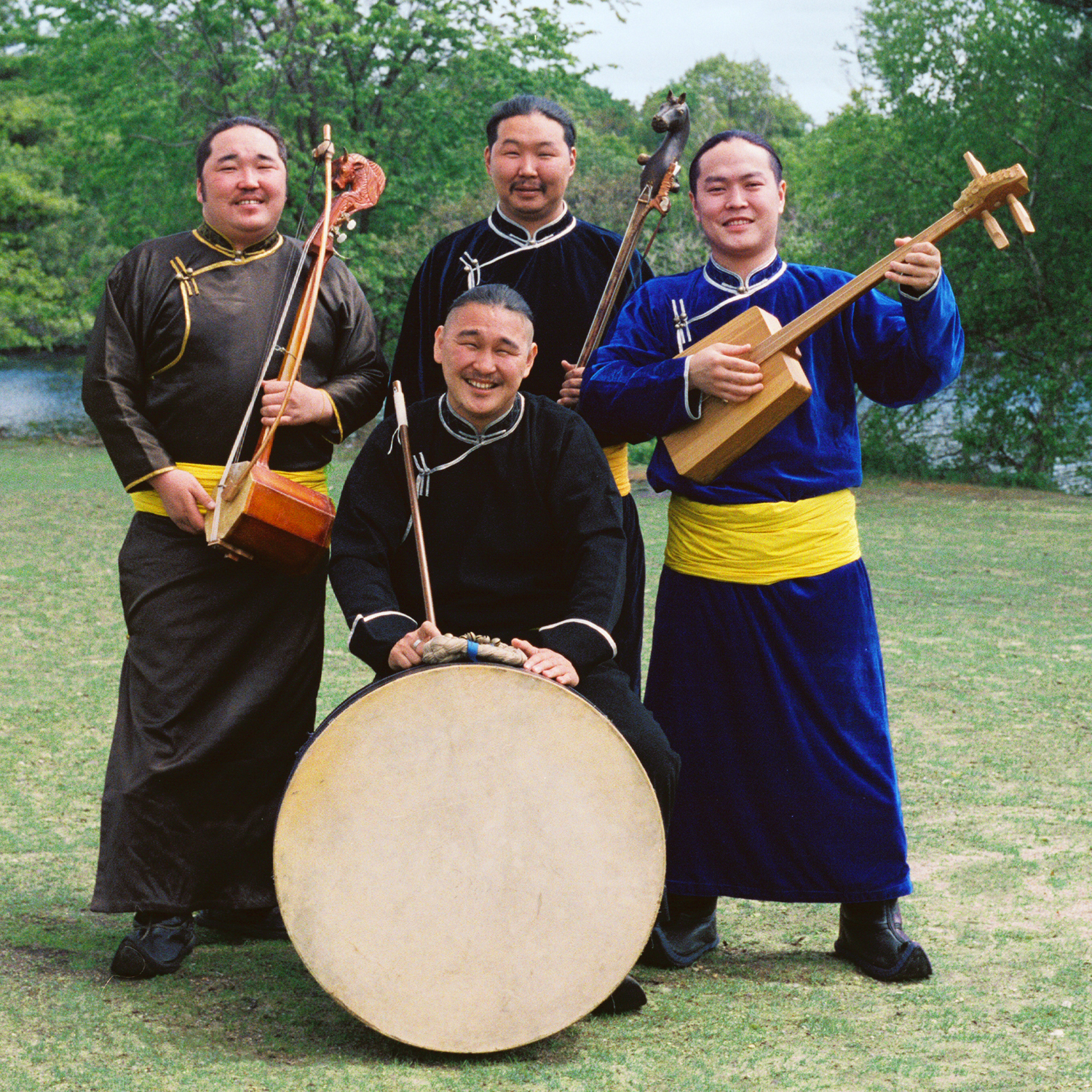
chöömej

O klasifikaci chöömej se často vedou spory. Zde následuje nejčastější a nejjednodušší dělení. Za tři základní styly se obecně označují:
- Chöömej – obecně tuvinský hrdelní zpěv, ale zároveň jedna z jeho variant. Zpívá se ve střední až nižší poloze a je charakteristický svým drsným, pro západního posluchače až hrubým tónem, nad kterým zní jeden nebo dva alikvotní tóny. Je nejčastějším stylem a je často používán jako výchozí styl k přechodu k ostatním technikám.

- Sygyt (сыгыт) – označuje styl, který je zpíván ve vyšší hlasové poloze. Alikvotní tón je u tohoto stylu většinou pouze jeden. Sygyt je charakteristický svým zvukem, podobným vysokému zpěvu ptáků. Alikvotní tón u sygytu zní velmi vysoko a je velmi pronikavý a ostrý, nicméně zvukově čistý, připomíná flétnu. U tohoto stylu dochází k velkému stažení hrtanu, právě k dosažení velmi silného alikvotního tónu. Zkušení zpěváci dokážou základní tón u sygytu téměř zcela potlačit, takže slyšet jsou jen vysoké alikvoty.

- Kargyrá, též psáno kargyraa (каргыраа) – je styl založený na dvojité rezonanci. Kromě hlasivek rezonuje ještě část hrtanu, která je obyčejně určena k tomu, aby hlasivky kryla. Speciální prací s hlasem se tato část hrtanu dá rozkmitat a obyčejně začne rezonovat na poloviční frekvenci, čímž vytvoří tón o oktávu nižší, než tón, který dávají hlasivky. Pro kargyru je proto typický hluboký, mručivý zvuk, který je daný právě touto technikou. Již v základu tak zní dva tóny, navíc je možno samozřejmě ještě přidávat tóny alikvotní a to jeden až šest, díky tomu, že alikvotní tóny vznikají v obou základních tónech. Důsledkem existence dvou zvukových zdrojů je alikvotní řada také mnohem hustší, protože se prolínají řady obou zdrojů. Mezi každé dva alikvotní tóny původního tónu totiž přibude nový, který pochází z druhého zdroje zvuku.

Další termíny, jako borbangnadyr (борбаңнадыр), ezenggilér (эзеңгилээр), čylandyk (чыландык) nebo dumčuktár (думчуктаар), neoznačují samostatné specifické techniky a druhy hrdelního zpěvu jako tři výše zmíněné, ale jedná se o modifikace a kombinace základních stylů. Například čylandyk je kombinace dvojité rezonance kargyry s vysokými alikvotními tóny sygytu.